# 4450 Pan
4450 Pan este un asteroid din grupul Apollo, descoperit pe 25 septembrie 1987 de Carolyn Shoemaker și Eugene Shoemaker.